# حماية الشهود

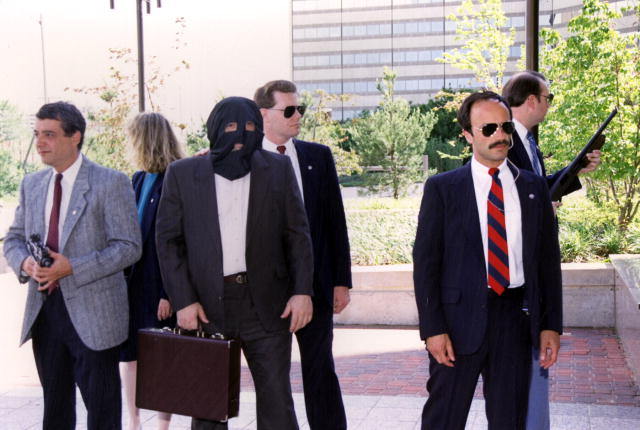

برنامج حماية الشهود (بالإنجليزية: Witness protection program)‏ هو برنامج يقوم بحماية الشهود و من شارك في كشف جرائم خطيرة وثبت أنه مهدد أو أن حياته معرضه للخطر

## تاريخ البرنامج
كان أول ظهور لهذا البرنامح في أمريكا 1976 مع المافيا فعائلات المافيا تأخذ تعهد على أفرادها بكتم الاسرار وما ان يقرر أحدهم إخلاف وعده تقوم العائلة بقتل أسرة الخائن ويمتد القتل إلى والداه وأطفاله ولكن عندما قبضت الشرطة على أربعة من أفراد المافيا بسبب بعض الجنايات البسيطة من بينهم رجل اسمه باربوزا ومن ثم اخرجت الشرطة الثلاثة وأبقت باربوزا عندها طلب باربوزا من رئيسه دفع الكفالة لإخراجه ولكن بدلا من ذلك قرر رئيسه قتل أصدقائه الثلاثة المفرج عنهم وعلم عندها باربوزا أن دوره سيحين ما أن يخرج من السجن فطلب من السلطات حماية أسرته مقابل أسرار عائلة المافيا التي ينتمي إليها والشهادة ضد رئيسه في المحكمة فوافقت السلطات ولدواعي حماية اسرته ظلت الشرطة تنقل أسرته من مكان إلى أخر طوال فترة المحاكمة التي استمرت عامين وبعد خروج باربوزا بدأت مشكلة حماية باربوزا وعائلته إذ من الصعب نقلهم من مكان إلى اخر طوال الوقت هذا بالإضافة إلى أفراد الشرطة التي ضلت مع الاسرة طوال الوقت لتوفير الحماية
حينها اقترح أحد المحامين في وزارة العدل منح الشهود وعائلاتهم هويات مزيفة وإرسالهم إلى مكان لا يعرفهم فيه أحد مع توفير السكن والعمل في عام 1970 تحول الاقتراح إلى قانون يعمل به حتى الآن فشجع هذا القانون على كشف الكثير من الجرائم تجاوز عددها 12 ألف قضية وقام البرنامج بحماية أكثر من 7000 شاهد مع عائلاتهم .
ذكر هذا القانون في كتاب نداء الملائكة للكاتب غيوم ميسو .

## حماية الشهود في كل دولة
لا تمتلك جميع البلدان برامج رسمية لحماية الشهود؛ وبدلًا من ذلك، يمكن للشرطة المحلية أن تنفذ الحماية غير الرسمية كلما دعت الحاجة إلى ذلك ضمن حالات محددة.

### كندا
في العشرين من يونيو عام 1996، حصل قانون برنامج حماية الشهود في كندا على الموافقة الملكية. يُدار البرنامج من قِبَل شرطة الخيالة الكندية الملكية (آر سي إم بي)، بدعم من كافة مستويات القوات الحكومية وقوات الشرطة.

### هونغ كونغ
لدى العديد من إدارات مكتب الأمن في هونغ كونغ وحدات متخصصة لتطبيق برنامج حماية الشهود وأسرهم الذين يواجهون تهديدات لحياتهم. ومن بين الوحدات البارزة وحدة حماية الشهود (دبليو بي يو) التابعة لشرطة هونغ كونغ، وقسم حماية الشهود والقوى المسلحة (آر 4) التابع للجنة مكافحة الإرهاب الصينية (آي سي إيه سي) ووحدة حماية الشهود في فرع الجمارك.
يتلقى أفراد هذه الوحدات تدريبات على الحماية واستخدام الأسلحة النارية والدفاع عن النفس والتدريب البدني والعسكري. ويتم تدريبهم في الغالب على استخدام مسدسات من نوع جلوك 19. يتم إصدار المسدسات إلى جانب البندقيات الطويلة مثل المدفع الرشاش هيكلر إم بي 5 وريمنغتون 870 في حال واجه الشاهد تهديدات أخطر. يمكن إعطاء هوية جديدة للشاهد، ويمكن للحكومة نقله بعيدًا عن هونغ كونغ إذا كان الشاهد ما يزال يتعرض للتهديد بعد نهاية المحاكمة.

### أيرلندا
يدير المدعي العام لأيرلندا برنامج حماية الشهود في جمهورية أيرلندا إلى جانب وحدة النخبة (إس دي يو) من المحققين الخاصين التابعة لشرطة غاردا سيوشانا، قوة الشرطة الوطنية..
. وقد أنشئ البرنامج رسميًا في عام 1997 عقب اغتيال الصحفية فيرونيكا غيران على يد عصابة مخدرات كانت تبلّغ عنها. يُمنح الشهود في البرنامج هوية وعنوان جديدين إلى جانب حماية خاصة من قِبَل الشرطة المسلحة سواء داخل أو خارج أيرلندا (في البلدان الناطقة باللغة الإنجليزية). وعادة ما يتم تزويدهم بالمساعدة المالية إذ يتعيّن على الشهود ترك عملهم السابق. تُستخدم حماية الشهود في حالات الجريمة الخطيرة المنظمة وجرائم الإرهاب. لا تمنح الحكومة الأيرلندية الحماية إلا لمن يتعاونون مع التحقيقات التي تجريها شرطة غاردا سيوشانا. تجري جلسات المحكمة من قِبَل الشهود في ظل أمن وحدة الاستجابة لحالات الطوارئ، وهي أعلى فئة من القوة المسلحة الخاصة ومجموعة العمليات العسكرية في مجال إنفاذ القانون الأيرلندي. لم يتم الإبلاغ عن أي حالة خرق للأمن العام تعرّض فيه أحد ما للأذى.

### نيوزيلندا
توفر شرطة نيوزيلندا الحماية للشهود الذين يشعرون بالتهديد أو التخويف ضد أعضاء العصابات الإجرامية والمجرمين الخطرين. وهم يديرون برنامجًا لحماية الشهود يرصد رفاه الشهود ويساعد، عند الاقتضاء، على طبع هويات جديدة لهم. ثمَّة اتفاق بين الشرطة وإدارة الإصلاحيات لضمان حصول الشهود المشمولين على الحماية المناسبة. في عام 2007، أصبح البرنامج موضوعًا للجدل العام عندما تم حجب الإدانة السابقة لشاهد محمي بالقيادة تحت تأثير الكحول عن الشرطة إذ استمر بعمله، ما أدى نهايةً إلى مقتل سائق سيارة أجرة آخر في حادث طريق بينما كان تحت تأثير الكحول.

### تايوان
أصدرت جمهورية الصين قانون حماية الشهود في 9 فبراير من عام 2000 في تايوان.

### سويسرا
ينص القانون السويسري على برنامج حماية الشهود بتنسيق من وحدة حماية الشهود في المكتب الاتحادي للشرطة.

### تايلاند
تحتفظ تايلاند بمكتب لحماية الشهود الذي يخضع لسلطة وزارة العدل في البلاد. تمت صياغة أحكام بين عام 1996 و 1997 لإدراج قسم يغطي حماية الشهود في دستور المملكة السادس عشر، و أخيراً تم تضمين بند حماية الشهود في الدستور ودخل حيز التنفيذ في منتصف 2003. يحتفظ قسم حماية الشهود في تايلاند بموقع على شبكة الإنترنت.

### أوكرانيا
لا يوجد برنامج لحماية الشهود في أوكرانيا، لكن تقع مسؤولية سلامة الشهود على وكالات مختلفة، حسب طبيعة القضية ومكان المحاكمة، مثل وحدة الشرطة القضائية الخاصة غرايفون (جزء من وزارة الشؤون الداخلية) ودائرة الأمن في أوكرانيا التي كانت سابقاً وحدة الشرطة الخاصة بيركوت.

### المملكة المتحدة
تمتلك المملكة المتحدة نظاماً وطنياً لحماية الشهود تديره خدمة الأشخاص المحميون في المملكة المتحدة (UKPPS) وهي مسؤولة عن سلامة حوالي 3000 شخص. UKPPS هو جزء من الوكالة الوطنية للجريمة. يتم تقديم الخدمة إقليمياً من قبل قوات الشرطة المحلية. قبل تشكيل UKPPS في عام 2013، كانت حماية الشهود مسؤولية قوات الشرطة المحلية فقط. لا يحتاج المرء إلى أن يكون شاهداً حتى يمنح حماية UKPPS (على سبيل المثال، المستهدفين "العنف بسبب الشرف").

### السعودية
في عام 2024 صدر نظام حماية المبلغين والشهود والخبراء والضحايا والذي جاء في مادته الثانية أنه "على جهات الرقابة والضبط والتحقيق في الجرائم المشمولة بأحكام النظام ما يلي: أن تخفي -عند الاقتضاء أو بناءً على طلب من المبلِّغ أو الشاهد أو الخبير أو الضحية- في مراسلاتها ومحاضرها وجميع وثائقها، هوية كلّ منهم وعنوانه بشكل يحول دون التعرف عليه.
التعاون مع المحكمة بما يكفل أداء الشهود لشهادتهم دون تأثير أو تأخير." وجاء في مادته الثالثة "على المحكمة اتخاذ ما تراه من تدابير خاصة أثناء إجراءات التقاضي لحماية المبلِّغ أو الشاهد أو الخبير أو الضحية في حال توفر ما يبعث على الاعتقاد بإمكان تعرّض أي منهم لخطر."